# 八尾市立曙川南中学校
八尾市立曙川南中学校（やおしりつ あけがわみなみちゅうがっこう）は、大阪府八尾市大字八尾木（よおぎ）にある公立中学校。
従来の八尾市立曙川中学校の校区を分離し、1977年に開校した。

## 沿革
- 1977年
  - 4月1日 - 八尾市立曙川南中学校として、現在地に開校。
  - 6月20日 - 校舎が完成。この日を創立記念日とする。
- 1978年4月1日 - 養護学級を開設。
- 1979年11月1日 - 校歌制定。

## 通学区域
- 八尾市立曙川小学校、八尾市立刑部小学校、八尾市立曙川東小学校の通学区域。

## 交通
- 近鉄大阪線 恩智駅 西へ約1.2km。
- 関西本線（大和路線） 志紀駅 北へ約1.5km。